# Guerra dels camperols
|  | Aquest article tracta sobre el conflicte del segle XVI. Si cerqueu el conflicte del segle XVIII, vegeu «Guerra dels camperols (1798)». |

La Guerra dels camperols (en alemany der Deutsche Bauernkrieg), també anomenada la revolució de l'home comú (en alemany Erhebung des gemeinen Mannes), va ser una revolta popular dels anys 1524 i 1525 al Sacre Imperi Romanogermànic. Va consistir, com el moviment precedent Bundschuh i les guerres hussites, en una sèrie de revoltes, tant econòmiques com religioses, per part de pagesos, ciutadans i nobles. El moviment no tenia un programa comú.
El conflicte, que va ser més profund en el sud, oest i centre d'Alemanya, però que també va afectar àrees d'Àustria i Suïssa, es va desenvolupar durant l'estiu i la primavera de 1525 amb un total estimat de 300.000 pagesos insurgents i va deixar un total de 100.000 víctimes entre els revoltats. La revolta popular va ser la més massiva i generalitzada a Europa fins a la Revolució Francesa de 1789. Cal assenyalar entre les moviments populars que el precediren el moviment de les Germanies en l'àmbit de la Corona d'Aragó.

## Antecedents
Al començament del segle xvi, la disgregació del Sacre Imperi Romanogermànic s'accelerava. Els poders i prerrogatives dels prínceps territorials havien augmentat en el curs dels anys en detriment de l'emperador, que al seu torn estava ocupat en la defensa externa de l'imperi en les seves lluites contra França i l'Imperi Otomà. La part sud de l'imperi, Suàbia especialment, estava dividida en una multiplicitat de petits feus relativament autònoms.
Al seu torn, els diferents estaments socials d'aquests feus formaven un complex mosaic d'estrats socials, amb interessos i objectius de vegades contraposats, de vegades coincidents, que afavorien, fins i tot en el si d'un mateix grup, intricats jocs d'aliances i querelles.
Les raons que van conduir a l'aixecament de l'any 1525 eren múltiples, però radicaven principalment en la desfavorable evolució de la situació econòmica i legal dels camperols, evolució aquesta que no diferia principalment entre una i altra regió.

### Situació de la pagesia
La pagesia constituïa el gruix de la població de l'Imperi i totes les qüestions relatives a aquest eren tractades i resoltes a nivell local pels prínceps territorials. Els camperols no tenien, a diferència dels altres estaments socials, cap participació ni dret polític a la vida de l'imperi. Però sobre ells pesava la major càrrega del manteniment de la societat feudal: prínceps, nobles, funcionaris, patricis i clergat es beneficiaven de la força de treball d'aquells. El nombre de beneficiaris havia augmentat en successives generacions, però no els recursos dels camperols. Per contra, van ser les càrregues que pesaven sobre els pagesos les que van augmentar amb el transcurs del temps: en el segle xvi, als delme se sumaven taxes de tota classe, impostos de guerra, duanes, interessos i nombrosos i variats tipus de serveis personals als que van ser obligats en beneficis dels nobles i es van desenvolupar lleis que lligaven els pagesos a les terres.
Les propietats comunals s'havien expropiat. Els drets d'utilització de terrenys comuns de pasturatge, de tala de boscos, de pesca i de caça, abans comunitaris, havien estat limitats o eliminats, i a l'Alta Suàbia, Württemberg, Francònia, Alta Saxònia i Turíngia era habitual la partició del territori cultivable entre els hereus, raó per la qual, la superfície global de producció es fraccionava cada vegada més. Moltes d'aquestes petites explotacions no eren econòmicament viables per raó de les càrregues que pesaven sobre aquestes.
Els problemes econòmics, les guerres, les males collites i la pressió exercida pels senyors acreixien la situació de dependència i la servitud de la pagesia.

### La noblesa
Durant l'edat mitjana i l'inici de la moderna, els reis van usar el seu poder per controlar la noblesa mentre impulsaven una nova aristocràcia entre la baixa noblesa i els ciutadans rics, però a la fragmentada Alemanya, una part dels nobles es va resistir i es va revoltar, com en la frustrada "Revolta dels cavallers" liderada per Franz von Sickingen del 1523.
Alguns petits nobles es dedicaven al saqueig, cosa que no contribuïa a millorar la situació en la qual ja es trobaven els camperols.

### El clergat
Les institucions eclesiàstiques eren un dels pilars centrals del sistema feudal. Alguns dels seus alts dignataris eren al mateix temps prínceps amb grans territoris amb serfs al seu càrrec, als que explotaven de manera tan brutal com els senyors seculars.
En el clergat existien estrats clarament diferenciats: D'una banda, la jerarquia eclesiàstica composta per arquebisbes, bisbes, abats i altres prelats que s'oposaven a qualsevol canvi de la situació existent. El clergat popular (sacerdots de pobles i de zones rurals), tenien una situació econòmica que s'assemblava més a la de les classes desafavorides que a la de l'aristocràcia eclesiàstica i no van ser a la simpatia de burgesos i de les classes desafavorides. Van ser nombrosos els que van participar en els moviments populars.

### La Reforma protestant
En l'església molts prelats duien un tren de vida llicenciós aprofitant les fundacions i herències al seu favor provinents dels sectors més benestants, els cànons impostos i les donacions dels més pobres, i explotant la credulitat popular amb mitjans com relíquies a les quals s'atribuïen poders miraculosos i, sobretot, la pedra de l'escàndol, a través de la lucrativa venda d'indulgències.
A Roma, el centre de l'autoritat espiritual, els papes actuaven tant com mecenes de les belles arts, com intrigants prínceps territorials i guerrers. Entre els mètodes corrents per a l'accés als alts càrrecs eclesiàstics figuraven el nepotisme, el clientelisme i la corrupció. Aquest estat de coses ja havia estat objecte de vives crítiques i originat revoltes, com ara els casos de Hans Böhm a la Baixa Francònia, de Girolamo Savonarola a Florència o de Jan Hus a Bohèmia.
Però quan el frare dominicà Johann Tetzel, per encàrrec d'Albert de Magúncia (l'endeutat arquebisbe de Magúncia) i del Papa Lleó X, recorria Alemanya el 1517 en una reeixida gira de venda d'indulgències. l'agustí Martí Luter, protegit per alguns nobles, va estimar que la gota havia desbordat el got. El moment havia arribat: va elaborar les seves 95 tesis i el 31 octubre 1517 les va clavar a les portes de l'església del castell de Wittenberg, on l'endemà, diada de tots sants s'havien d'exposar centenars de relíquies, posant en marxa la Reforma Protestant i canviant el curs de la història.
L'argumentació de Martí Luter en el seu escrit A la llibertat d'un cristià (1520), en el sentit que "un cristià està subjecte sobretot al Senyor i a ningú més que a ell", així com la traducció el 1522 del Nou Testament a l'alemany, van constituir veritables detonants: a partir d'aquell moment era possible, Bíblia en mà, qüestionar els privilegis dels nobles i del clergat que estaven basats, pretesament, en la voluntat divina.
Per la seva banda, Huldrych Zwingli a Zuric i Thomas Müntzer a Allstedt van difondre les tesis que tots els homes podien trobar, sense necessitat d'intermediaris, el camí cap a Déu i aconseguir la salvació de les seves ànimes. Amb això es soscavaven les pretensions absolutistes de l'Església Catòlica i el monopoli de la interpretació bíblica. Així s'obria pas en l'home comú la idea que el clergat, a més d'haver-se allunyat de la seva pròpia doctrina, era en gran manera superflu.
La pagesia tampoc trobava raó bíblica alguna que justifiqués la situació calamitosa que vivia. Encara més, les limitacions efectuades pels senyors al dret antic contradeien el dret diví: si Déu havia creat animals i plantes sense la intervenció de l'home i per al profit de tots els homes per igual, per què no haurien d'aspirar als mateixos drets que els nobles i el clergat?

## Precedents històrics
El llarg deteriorament de la situació dels camperols havia estat font de nombrosos conflictes i aixecaments regionals. Disparadors d'aquests havien estat generalment problemes locals com en els aixecaments a l'antiga Confederació Suïssa contra els Habsburg des del 1291, les guerres hussites a Bohèmia de 1419-1420 i 1433-1434, la Revolta de Hans Böhm a Francònia el 1476, els aixecaments camperols a Caríntia i Algovia en 1478 i 1492 respectivament, i les conjures "Bundschuh" a Alsàcia 1493, Espira el 1502 i Brisgòvia el 1513 i la Selva Negra el 1517, l'aixecament del "pobre Konrad" a Wurtemberg el 1514.
El descontentament i les protestes no eren alienes als habitants de les ciutats. Així, ja el 1448 poden citar-se les manifestacions de Berlín. En els anys immediatament precedents a les guerres camperoles, van tenir lloc esdeveniments i manifestacions en el curs de les quals els habitants de les ciutats es van solidaritzar amb els camperols, entre d'altres el 1509 a Erfurt, el 1511 a Ratisbona, Brunswick, Espira, Colònia, Schweinfurt, Worms, Aquisgrà, Osnabrück i en d'altres.
Gairebé tots aquests aixecaments van ser violentament reprimits. Només la llarga protesta dels pagesos muntanyencs suïssos va ser coronada amb èxit, però per a la resta, la situació dels camperols no va millorar en absolut, en la majoria dels casos els aixecaments només van portar com a conseqüència l'augment de polítiques i mesures repressives.

## Els actors
Gran part dels petits camperols i serfs, oprimits per fortes dependències respecte als seus senyors, no estaven moguts per l'ardor guerrer. En la seva gran majoria analfabets, ignorants i habituats de temps enrere a la seva condició servil, el que els interessava era recuperar antics beneficis perduts i poder viure modesta i pacíficament, en el respecte i el temor de Déu. Els seus anhels es reduïen a limitar les càrregues i moderar les servituds que pesaven sobre ells, però tot això xocava contra l'ordre existent, el que feia créixer el seu sentiment d'injustícia.
Eren sobretot les classes superiors de les poblacions rurals les que anhelaven canvis més profunds. Entre aquests grups es trobaven funcionaris de les comunitats, jutges rurals, artesans, treballadors manuals, així com burgesos que explotaven possessions en els camps, els anomenats "ackerbürger", que sostenien l'aixecament i pressionaven en molts casos als més pobres i indigents a enrolar-se en les bandes camperoles. En realitat, nombrosos sectors de les burgesies ciutadanes es trobaven en una situació paradoxal: d'una banda, la seva prosperitat econòmica depenia dels favors del clergat i de la noblesa i dels hàbits de consum d'aquests, de l'altra, es veien limitats en els seus ambicions desitjos d'expansió per la rigidesa i les càrregues de les estructures feudals. Aquests factors expliquen que hom també s'ha referit a l'aixecament de l'any 1525 com "la revolució de l'home comú" i, més recentment, com "la primerenca revolució burgesa".
Finalment, un cert nombre de nobles, alguns trànsfugues, altres mercenaris, altres moguts per diverses raons i expectatives, es van enrolar del costat dels pagesos i els van brindar suport, no necessàriament desinteressat, per a les accions militars (o saquejos). Dos dels més cèlebres van ser Florian Geyer i Götz von Berlichingen, "el cavaller de la mà de ferro".

## L'escalada: l'any 1524
El 1524 van començar els conflictes a Forchheim, prop de Nuremberg, i poc després a Mühlhausen i Erfurt. L'octubre de 1524 es van aixecar els camperols a Stühlingen, vall del riu Wutach. Després es van dirigir 3.500 camperols cap a Furtwangen.
A l'Alta Suàbia, envoltant el llac de Constança, la revolta fermentava des de feia ja un temps, i en un breu lapse, entre febrer i març de 1525, es van crear tres de les més famosos grups armats: la Banda de Baltringer, la l'Estany i la de Algovia: La més important era la de Baltringer: més de 12.000 camperols, burgesos i petits clergues es van reunir en pocs dies a les vinyes de Baltringer, al costat de Biberach; La Banda de l'Estany, en les proximitats de Lindau, estava integrada per uns 12.000 homes, entre ells molts simples clergues i també lansquenets; Els 7.000 pagesos d'Algovia, que sobretot es revoltaven contra el principat-abadia de Kempten, acamparen prop de Leuben.

## Les reunions de Memmingen
Les tres bandes de pagesos de l'Alta Suàbia volien fonamentalment millorar les seves condicions de vida, no començar una guerra a gran escala. Uns 50 representants de les tres bandes es van reunir a la ciutat lliure de Memmingen, on la burgesia simpatitzava amb la pagesia. Els líders dels camperols, utilitzant arguments bíblics, procuraven estructurar els seus reclams i fer avançar les seves pretensions.
El 20 de març de 1525, després de moltes discussions, l'advocat Wendel Hipler, "el canceller dels camperols" va donar a conèixer els "dotze articles". Aquests eren a la vegada catàleg de malalties, programa de reformes i manifest polític. Havien estat redactats pel rector Christoph Schappeler i el pelleter Sabastian Lotzner. Seguint l'exemple dels pagesos suïssos, van fundar al mateix temps la confederació de l'Alta Suàbia, establint les bases en una acta constitutiva. Les bandes es comprometien a prestar-se assistència recíproca. En un curt temps, es van editar i distribuir nombroses còpies d'aquests documents que buscaven una difusió, fins aleshores, inusual i ràpida del moviment a tot el sud d'Alemanya i el Tirol.
La negociació dels dotze articles a Memmingen va ser el punt crucial i decisiu de la guerra dels camperols. Aquí, per primera vegada, es van establir de manera consensuada i escrita les reclamacions dels pagesos. Es van enfrontar per primera vegada unificats contra les autoritats. Els aixecaments de les dècades anteriors havien fracassat, sobretot per la dispersió dels aixecaments i la manca de suport mutu.

## Temptatives de negociació
La fundació de la confederació es va remetre a la Lliga Suaba a Augsburg, amb l'esperança que aquesta se sumés al diàleg en una base d'igualtat, però el conflicte ja estava en marxa i pels saquejos ocorreguts, els nobles de la Lliga no van mostrar interès a entaular negociacions.
Sostinguts pels Fugger, poderosa família comerciant d'Augsburg, i conduïts per Jordi III, senescal de Waldburg-Zeil, els nobles van guanyar temps i van organitzar un exèrcit de 9.000 infants, incloent lansquenets i 1.500 cavallers armats per aixafar l'aixecament.

## El desenvolupament de les hostilitats
Cap a finals de març de 1525 es va reunir l'exèrcit de Waldburg-Zeil a Ulm. Una mica més cap avall del Danubi, s'havien congregat al voltant del predicador Jakob Wehe uns 5.000 pagesos que havien saquejat convents i propietats de nobles. L'exèrcit de la Lliga de Suàbia es va dirigir llavors cap a Leipheim i ja en el camí es va enfrontar amb alguns grups aïllats de pagesos responsables de pillatges.
El 4 d'abril va tenir lloc la primera gran batalla prop de Leipheim, en la qual els pagesos de Leipheim van ser derrotats i la ciutat va ser obligada a pagar una pena pecuniària. Wehe i els altres caps del grup van ser executats.
Després d'aquest esdeveniment es van unir els grups de pagesos de la vall del Neckar i d'Odenwald amb els de la vall del Tauber comandats pel noble franc Florian Geyer (Banda Negra) i la "Banda de la llum diàfana". Aproximadament 12.000 homes es van dirigir a les ordres del noble Götz von Berlichingen, contra els bisbes de Magúncia i Würzburg i el príncep del Palatinat.
El 12 d'abril, les forces de la Lliga Suaba es van enfrontar amb la Banda Baltringer, que va ser ràpidament derrotada. Els camperols van ser desarmats i obligats a pagar elevades penalitats.
El 13 d'abril, el senescal Jordi III von Waldburg-Zeil i el seu exèrcit van lluitar contra la "Banda del Llac", ben armada i ben preparada militarment, i sàviament van decidir no lliurar batalla. Va trobar un dia després a Wurzach els pagesos de la Banda d'Algovia. Va negociar hàbilment amb aquesta i la va convèncer que lliuressin les seves armes. En l'acord de Weingarten del 20 d'abril, va donar garanties a les bandes de l'Estany i d'Algovia que podien retirar-se lliurement i que un tribunal imparcial resoldria els seus conflictes.
Des de començaments d'abril s'havien reunit paral·lelament els pagesos de la vall del Neckar i de l'Odenwald sota la direcció de Jäcklein Rohrbach. A les festes de 1525 (16 d'abril), la Banda del Neckar es va establir a Weinsberg, on Rohrbach va ajusticiar fent "córrer baquetes" (passar enmig d'una doble fila d'homes armats) a l'odiat Comte Ludwig de Helfenstein, la nora de l'emperador Maximilià i diversos dels seus cavallers.
La humiliant execució d'aquests nobles entre les piques i bastonades dels camperols va passar a la història com la "matança de Weinsberg", que no va contribuir a projectar una imatge simpàtica de la insurrecció i els revoltats van aparèixer com saquejadors i brutals assassins. Va ser a més una de les raons que van incitar a diversos nobles indecisos i, especialment a Martí Luter, a prendre obertament partit en contra. A l'hora de les represàlies, la ciutat de Weinsberg va ser incendiada i Jäcklein Rohrbach capturat i cremat viu.
El 16 d'abril es van reunir els pagesos de Württemberg. Una vigorosa tropa de 8.000 homes va ocupar Stuttgart i després es va dirigir al maig cap a Böblingen. Al Hall i Gmünd es van reunir petites bandes; 3.000 camperols van saquejar el monestir de Lorch i Murrhard i van deixar en ruïnes el castell de Sicília. També a Kraichgau i Ortenau es van incendiar castells i es van saquejar monestirs.
Després de l'èxit diplomàtic de Weingarten, l'exèrcit del senescal Jordi III de Waldburg-Zeil es va encaminar cap a la vall del Neckar. Donada la seva notable inferioritat numèrica, els camperols van ser derrotats a Baliga, Rottenburg, Herrenberg i en la batalla de Böblingen. El cap Matern Feuerbacher va fugir cap al sud. El mateix va passar el 2 de juny amb la banda de la vall del Neckar i d'Odenwald a Königshofen.
El 23 de maig, una banda de 18.000 pagesos de Brisgòvia i del sud de la Selva Negra van prendre Friburg de Brisgòvia. Després d'aquest èxit, el cap Hans Müller va voler acudir en ajuda dels assetjadors de Radolfzell, però van ser pocs els camperols que el van seguir, ja que la majoria va preferir tornar a les seves tasques agrícoles. El grup que es va enfrontar finalment amb l'arxiduc Ferran d'Àustria era relativament petit.
Mentrestant, a Turíngia havia tingut lloc el 15 maig 1525 la batalla de Frankenhausen. Va ser una de les més significatives de tot l'aixecament i en ella van ser aniquilades per l'exèrcit imperial les bandes dels pagesos de Turíngia, liderades per Thomas Müntzer, qui va ser capturat, torturat al castell de Heldrung i decapitat el 27 de maig a Mühlhausen.
El senescal Jordi III von Waldburg-Zeil es va enfrontar el 4 de juny a la rodalia de Würzburg amb la "Banda de la Llum diàfana" composta per camperols de Franconia. Aquests havien estat abandonats el dia anterior pel seu cap, el noble Götz von Berlichingen, per motius poc clars, probablement per una traïció. Privats de líder, no tenien cap possibilitat realista de lliurar un combat equilibrat. En dues hores van ser aniquilats 8.000 camperols. Després d'aquesta victòria, les tropes del senescal Jordi III von Waldburg-Zeil es van dirigir novament cap al sud i cap a finals de juliol van derrotar a Algovia als últims insurgents. En quatre mesos, el seu exèrcit havia recorregut més de 1.000 quilòmetres.
Altres petites revoltes van ser sufocades així mateix. Entre el 23 i el 24 de juny de 1525, a la batalla de Pfeddersheim, els revoltats palatins van ser exterminats. Cap a setembre, totes les batalles i accions punitives havien acabat.
L'emperador Carles V i el papa Climent VII van agrair a la Lliga Suaba el seu rol en els combats.

## Les conseqüències
Les conseqüències econòmiques provocades per la desaparició de 100.000 camperols, segons les fonts, van ser enormes.

### Per als sublevats
Les conseqüències pels revoltats van ser dràstiques. Segons estimacions, només durant la fase bèl·lica haurien perdut la vida uns 100.000 camperols. Els supervivents van ser automàticament afectats per la proscripció imperial ("Reichsacht") que comportava una situació semblant a la mort civil. Així van ser privats de tots els seus drets i possessions i podien ser declarats proscriptos "Vogelfrei". Els líders van ser castigats amb la pena de mort.
Els altres amotinats van ser sotmesos als tribunals penals dels senyors territorials, que podien ser molt cruels. Molts relats donen compte de decapitacions, extirpació d'ulls, amputacions de membres i coses per l'estil. Aquells que van haver de pagar només penes pecuniàries, es podien considerar privilegiats, si bé molts dels condemnats ni tan sols estaven en condicions de fer-ho.
Comunitats senceres van ser desposseïdes de tots els seus drets per haver sostingut els insurgents. En part van perdre els drets de jurisdicció, es van prohibir les festes i les fortificacions dels pobles van ser arrasades. Les armes van haver de ser lliurades i fins i tot es va prohibir la freqüentació de tavernes a la nit.
En algunes regions, però, va tenir conseqüències positives, si bé no van ser moltes. En alguns territoris van ser solucionats inconvenients per mitjà d'acords, en els casos en què els aixecaments haguessin tingut lloc per raó de circumstàncies particularment dolentes, com en el cas del principat-abadia de Kempten, pel qual es va establir un acord en la Dieta d'Espira de 1526.
Algunes bandes, com les del tirolés Michael Gaismair, van seguir actuant en la clandestinitat alguns anys més. Altres camperols proscriptes es van integrar en bandes de lladres que operaven en els boscos. Però no hi va haver més grans aixecaments. En els tres segles següents, els pagesos no van efectuar protestes.

### Per als caps militars
La derrota dels camperols va establir les bases per a l'enriquiment patrimonial dels caps militars nobles que havien sortit vencedors. El senescal Jordi von Waldburg-Zeil va obtenir molts territoris a l'Alta Suàbia. El comandant Sebastian Schertlin von Buertenbach es va servir dels vençuts per pagar als mercenaris empleats.

### Epíleg
A la Revolució de 1848 van ser assolits alguns dels objectius formulats en els "Dotze Articles" de 1525.

## La guerra dels camperols i la religió

### Martí Luter
Encara que els punts de vista de la Reforma van proveir una justificació essencial per als camperols insurrectes, Martí Luter es va distanciar netament dels aixecaments. Ja el 1521 havia diferenciat de manera precisa els àmbits espiritual i terrenal, ja que ell pretenia amb la reforma canviar l'Església i no - a diferència de Savonarola - la cristianització del món. Les autoritats el responsabilitzaven cada vegada més obertament pels successos a la guerra dels camperols, especialment perquè no es distanciava explícitament i sense ambigüitat de les pretensions camperoles. Encara el 1525 criticava Luter en la seva "Exhortació a la pau" la conducta altiva dels prínceps. Sols després de la "matança de Weinsberg" decidí col·locar-se sense vacil·lacions del costat dels prínceps i condemnà els insurrectes:
"contra les hordes rapinyaires i assassines mullo la meva ploma en sang: els seus integrants han de ser aniquilats, estrangulats, apunyalats, en secret o públicament, per qui vulgui que pugui fer-ho, com es maten els gossos rabiosos"
Luter va publicar el seu escrit "Contra les hordes rapinyaires i assassines" en un moment en què la derrota dels camperols era fàcilment previsible. El seu paper durant les guerres camperoles ha estat per això criticat pels historiadors.
Després de 1525, el protestantisme va perdre tota traça d'esperit revolucionari i va fonamentar, també recolzat per Luter, les institucions dominants de la societat senyorial, amb la doctrina de la submissió a l'autoritat.

### Thomas Müntzer
Thomas Müntzer va ser inicialment un seguidor de Luter, però contràriament a aquest va adoptar una postura totalment radical i revolucionària, advocant per l'alliberament per les armes. Pretenia establir la seva visió d'un ordre social just: abolició de privilegis, dissolució de monestirs, creació de refugis per als desposseïts, donacions per als pobres.

## Literatura
La gesta camperola, rica en esdeveniments heroics, intrigues i traïcions, es va revelar un terreny fèrtil per a la creació literària, sobretot a partir del període conegut com a "Sturm und Drang" alemany. Així, el primer drama molt conegut de Goethe es va inspirar (sense pretensió d'exactitud històrica) en el controvertit personatge de Goetz von Berlichingen, el "cavaller de la mà de ferro".
Gerhart Hauptmann ens va llegar al seu torn el drama "Florian Geyer": la tràgica guerra dels camperols en cinc actes i un introit (1896).
L'acció de la novel Q del col·lectiu d'escriptors italià Luther Blissett transcorre en part durant les Guerres dels Camperols.